# Femeie citind (pictură de Matisse)
Femeie citind (în franceză La Liseuse) este o pictură în ulei pe carton executată în 1895 de artistul francez Henri Matisse, expusă la Muzeul Matisse din Le Cateau-Cambrésis, fiind împrumutată de la Centrul Pompidou din 2002, care prezintă o femeie îmbrăcată în negru, așezată și citind, cu spatele la privitor, în calmul unei încăperi oarecum dezordonate. Matisse a încorporat în tablou un autoportret sub forma unui desen înrămat atârnat pe perete în partea stângă sus.